# قضية الإصلاحيين الثلاثة
قضية الإصلاحيين الثلاثة هو اسم أطلق على القضية التي حوكم فيها ثلاثة من أبرز المطالبين بالإصلاح السياسي في المملكة العربية السعودية وهم د. متروك الفالح ود. عبد الله الحامد والأديب علي الدميني.

## القضية

### الاعتقال
في منتصف ديسمبر 2003 أصدر أكثر من 100 إصلاحي سعودي عريضة «الإصلاح الدستوري أولا» طالبوا فيها أن تتحول السعودية لمملكة دستورية وأن تفصل السلطات وأن يُصلح القضاء ويُحارب الفساد. اجتمع لاحقا إصلاحيون معظمهم (باستثناء الدميني) من الموقعين على العريضة وقرروا أن يصدروا بيانا آخرا يطعن في الجمعية الوطنية لحقوق الإنسان ويطالب بالسماح بتشكيل جمعية مستقلة، لكن في 16 مارس 2004 اعتقلت وزارة الداخلية المجتمعين وكانوا:
| - أمير بوخمسين - توفيق القصير - حمد الكنهل - خالد الحميد | - سليمان الرشودي - عبد الله الحامد - عدنان الشخص - علي الدميني | - متروك الفالح - محمد سعيد طيب - نجيب الخنيزي |

في اليوم التالي اُعتِقل المحامي عبد الرحمن اللاحم بعد أن أنتقد على قناة الجزيرة الفضائية اعتقال رفاقه الإصلاحيين؛ ووصفت وزارة الداخلية الاعتقالات أنها للتحقيق في البيانات التي «لا تخدم الوحدة الوطنية وتماسك المجتمع القائم على الشريعة الإسلامية». انتقدت وزارة الخارجية الأمريكية الاعتقالات ووصفتها ب«المخيبة للآمال»، إلا أن الخارجية السعودية انتقدت بشدة التدخل في «شأن أمني داخلي يخص المملكة وحدها». أطلق سراح الموقوفين الذين وافقوا على التعهد بعدم المشاركة في نشاطات سياسية دون التنسيق مع الحكومة السعودية وتوجيه البيانات لها، إلا أن الحامد والفالح والدميني رفضوا التعهد فاستمر احتجازهم.

### المحاكمة
في 9 أغسطس ابتدأت محاكمة الإصلاحيين الثلاثة ووجهت لهم تهمة «إعداد بيانات ضد مصلحة الدولة» وكان عبد الرحمن اللاحم المتحدث الرسمي باسم هيئة الدفاع عنهم. طالبت منظمة العفو الدولية أن يسمح لممثل لها بحضور المحاكمة كمراقب مستقل، إلا أنه لم يمنح تأشيرة دخول. في 23 أغسطس عُقِدت الجلسة الثانية من المحاكمة وكانت علانية فحضرها أكثر من مئة من المهتمين، إلا أن ضيق قاعة المحكمة وهتاف أنصار الإصلاحيين الثلاثة بشعارات تدعو للإصلاح تسبب في تأجيلها. في 4 أكتوبر عقدت المحكمة الجلسة الثالثة وكانت سرية، فقرر المتهمون الصمت ورفضوا الإجابة على التهم الموجهة لهم مما دفع القاضي لرفع الجلسة.
في 6 نوفمبر أعيد اعتقال المتحدث باسم هيئة الدفاع عبد الرحمن اللاحم، واحتجز في زنزانة انفرادية في سجن الحائر ولم يسمح له بالالتقاء بفريق الدفاع حتى 16 يناير 2005.
في 2 ديسمبر قضت المحكمة الكبرى بالرياض بعدم الاختصاص في قضية الإصلاحيين الثلاثة وتحويلها للمحكمة الجزائية بالرياض، إلا أن الادعاء اعترضت فأعاد التمييز القضية للمحكمة الكبرى واُستئنِفت الجلسات فيها بجلسة سرية في 16 فبراير 2005، إلا أن المتهمين رفضوا الرد على التهم وعرضوا على القضاة حلا وسطا بأن تكون المحاكمة شبه علنية بالسماح بحضور 5 إعلاميين و5 محامين و 5 من لجان حقوق الإنسان، إلا أن القضاة رفضوا. في 12 مارس عقدت جلسة أخرى واصل المتهمون فيها الصمت وامتنعوا عن تقديم الردود شفهيا وكتابيا.
في 2 مايو انتهت آخر جلسات المرافعة، وفي 15 مايو صدر الحكم بسجن علي الدميني تسع سنوات، وعبد الله الحامد سبع سنوات، ومتروك الفالح ست سنوات.

### العفو
في 8 أغسطس 2005 وفي أولى جلسات مجلس الوزراء بعد تولي الملك عبد الله بن عبد العزيز الحكم أصدر عفوا عن الإصلاحيين الثلاثة وعن محاميهم عبد الرحمن اللاحم. في 10 أغسطس استقبل الملك كلا من الفالح والدميني في مكة، لكن الحامد اعتذر لأسباب صحية.